# Fußball-Amateurliga Bremen 1973/74
Die Fußball-Amateurliga Bremen 1973/74 war die fünfundzwanzigste Spielzeit der höchsten Amateurklasse des Bremer Fußball-Verbandes. Meister wurde zum dritten Mal in Folge der Blumenthaler SV. 
Zur folgenden Saison 1974/75 fand eine umfassende Ligenreform statt. Die fünf Regionalligen wurden durch die neue zweigleisige 2. Fußball-Bundesliga ersetzt. Im Bereich des Norddeutschen Fußball-Verbandes wurde auf der dritthöchsten Ligenebene eine gemeinsame Amateur-Oberliga Nord eingerichtet. Die höchste Bremer Fußballklasse wurde dadurch viertklassig und hieß seitdem Verbandsliga Bremen. Aus Bremen qualifizierten sich der Blumenthaler SV und der Bremer SV für die neue Amateur-Oberliga. 

## Abschlusstabelle
| Platz | Verein                | Sp. | Tore  | Punkte |
| ----- | --------------------- | --- | ----- | ------ |
| 1.    | Blumenthaler SV (M)   | 28  | 75:29 | 42:18  |
| 2.    | Bremer SV             | 28  | 53:25 | 42:18  |
| 3.    | TSV Osterholz-Tenever | 28  | 47:32 | 40:20  |
| 4.    | Polizei SV Bremen     | 28  | 81:38 | 39:21  |
| 5.    | TuS Schwachhausen     | 28  | 55:41 | 32:28  |
| 6.    | SG Oslebshausen       | 28  | 63:52 | 31:29  |
| 7.    | TuS Vahr (N)          | 28  | 48:51 | 30:30  |
| 8.    | Werder Bremen Amat.   | 28  | 49:56 | 30:30  |
| 9.    | Lüssumer TV           | 28  | 46:49 | 29:31  |
| 10.   | AGSV Bremen           | 28  | 42:52 | 28:32  |
| 11.   | TSV Wulsdorf          | 28  | 49:58 | 27:33  |
| 12.   | BBV Union             | 28  | 34:47 | 24:36  |
| 13.   | Bremen 1860           | 28  | 51:66 | 24:36  |
| 13.   | OSC Bremerhaven Amat. | 28  | 40:56 | 24:36  |
| 14.   | Hastedter TSV         | 28  | 24:53 | 24:36  |
| 15.   | SV Hemelingen         | 28  | 30:82 | 14:46  |

(M) Meister der Vorsaison

(N) Aufsteiger

## Aufstieg und Deutsche Amateurmeisterschaft
Als Bremer Meister qualifizierte sich der Blumenthaler SV automatisch für die neue Amateur-Oberliga Nord. Der Vizemeister Bremer SV konnte sich in einer Qualifikationsrunde ebenfalls für die Oberliga Nord qualifizieren.
Als Bremer Vertreter nahm der Blumenthaler SV an der Deutschen Amateurmeisterschaft 1974 teil und schied im Achtelfinale gegen den VfB 06/08 Remscheid aus.